# Estació de Madrid-Puerta de Atocha-Almudena Grandes

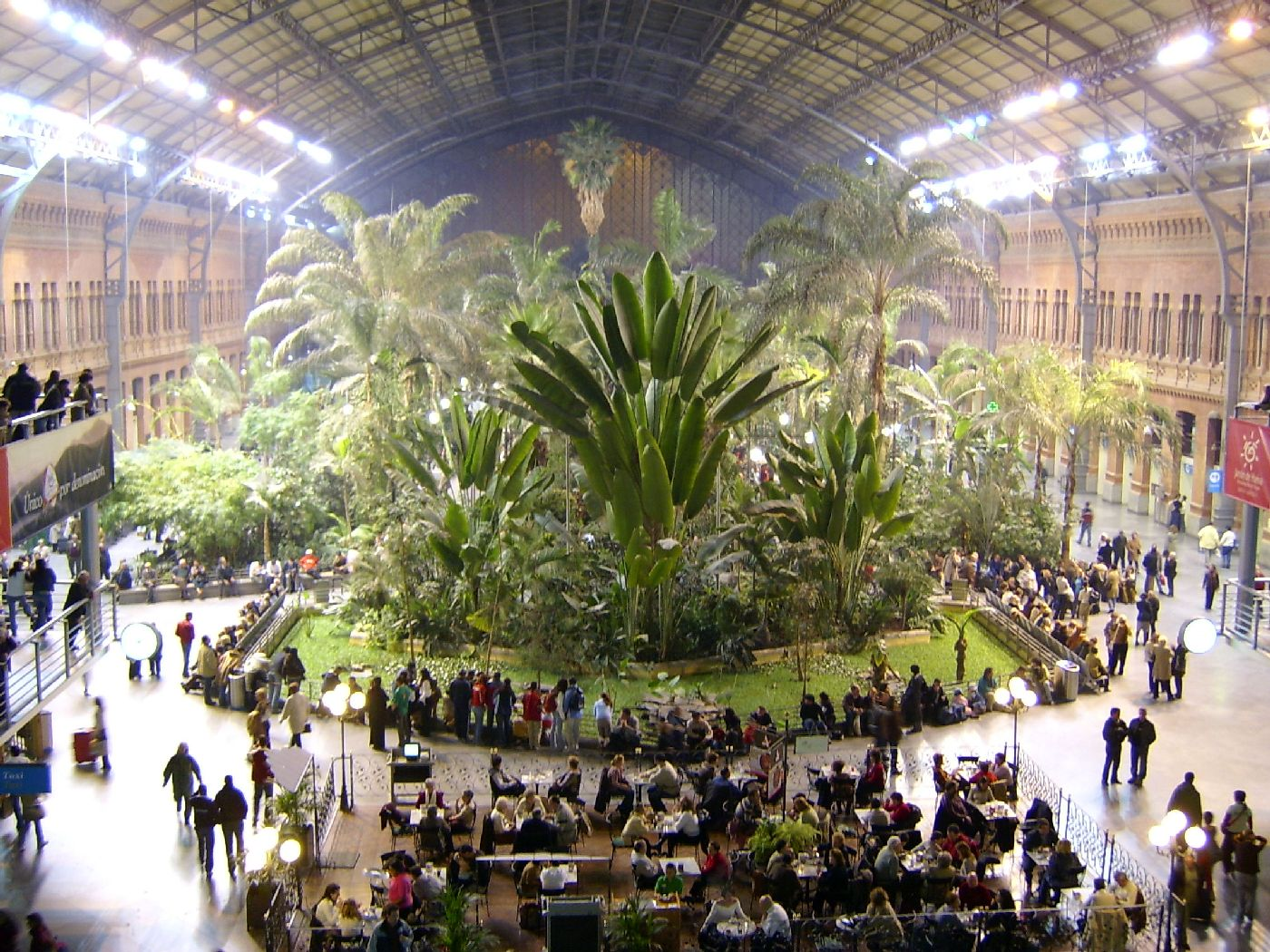
L'hivernacle de l'estació

Madrid-Puerta de Atocha-Almudena Grandes és una estació de ferrocarril situada a Madrid i és el major complex ferroviàri d'Espanya. És la primera estació ferroviària de l'estat en trajectes nacionals i la segona en trajectes internacionals, després de Barcelona-Sants. Es va inaugurar el 9 de febrer de 1851 com a estació del Mediodía i va ser la primera estació de ferrocarril de Madrid.
L'estació d'Atocha va ésser un dels llocs on explotaren les bombes en els atemptats de Madrid de l'11 de març de 2004 que llevaren la vida a 191 persones, juntament amb les estacions del Pozo i Santa Eugenia.

## Línia
- Línia 050 (LAV Madrid - Perpinyà)
- Línia 200 (Madrid - Barcelona)
- Línia 300 (es) (Madrid - València)
- Línia 910 (es) (Atocha-Pinar de las Rozas)
- Línia 920 (es) (Móstoles-Atocha-Parla)
- Línia 930 (es) (Atocha-San Fernando de Henares)
- LAV Madrid-Sevilla (Madrid-Sevilla)

## Distribució de les vies
| Metro de Madrid                      |                    |       |                              |                               |
| Procedència/Destinació               | <                  | Línia | >                            | Procedència/Destinació        |
| Pinar de Chamartín                   | Atocha             |       | Menéndez Pelayo              | Valdecarros                   |
| Rodalies Madrid                      |                    |       |                              |                               |
| Procedència/Destinació               | <                  | Línia | >                            | Procedència/Destinació        |
| Chamartín                            | Recoletos          | C2    | Asamblea de Madrid-Entrevías | Alcalá de Henares Guadalajara |
| Chamartín                            | Nuevos Ministerios | C3    | Villaverde Bajo              | Aranjuez                      |
| Alcobendas-S.S. Reyes Colmenar Viejo | Nuevos Ministerios | C4    | Villaverde Bajo              | Parla                         |
| Móstoles-El Soto                     | Embajadores        | C5    | Méndez Álvaro                | Humanes Fuenlabrada           |
| Chamartín                            | Recoletos          | C7    | Asamblea de Madrid-Entrevías | Alcalá de Henares             |
| Chamartín                            | Recoletos          | C7    | Méndez Álvaro                | Alcalá de Henares             |
| El Escorial Cercedilla               | Recoletos          | C     |                              |                               |
| Pitis                                | Recoletos          | C10   | Méndez Álvaro                | Villalba                      |